# Hodo I. (Lausitz)
Hodo I. (auch Odo; * um 930; † 13. März 993) war ein ostsächsischer Graf aus dem Nordthüringgau. Ab 974 wird er als Markgraf erwähnt. Er gilt als Markgraf der Mark Lausitz.

## Leben

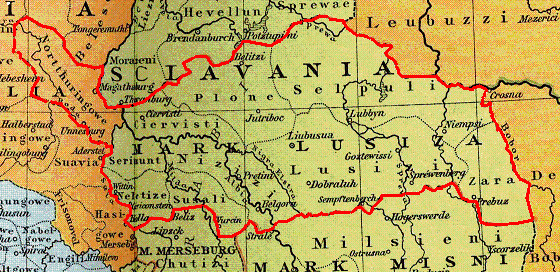
Der Machtbereich (durch eine rote Linie umschlossen) des Markgrafen Hodo im Jahr 974

Hodo war ein Verwandter des Markgrafen Gero und ein enger Vertrauter sowohl König Ottos I. als auch König Ottos II., dessen Erziehung ihm zuvor übertragen worden war. Die Erwähnung in einer Urkunde Ottos III. macht es wahrscheinlich, dass er auch während dessen Herrschaft noch eine einflussreiche Stellung einnahm. Um das Jahr 963, vielleicht auch erst nach Geros Tod 965, erhielt er die Aufgabe eines Grenzschützers im Gebiet zwischen dem nördlichen Thüringen und der Lausitz, von der modernen Forschung auch als „Sächsische Ostmark“ bezeichnet, obwohl von dem gleichnamigen Markengebiet Geros zu unterscheiden. Obwohl er in den meisten Königsurkunden als Graf (comes) bezeichnet wird, finden sich aus den Jahren 974, 978, 992 und 993 auch Titulierungen als Markgraf. Ausschlaggebend für die Verwendung des Markgrafentitels scheint die Wahrnehmung königlicher Aufgaben im ehemaligen Mandatsgebiet Geros gewesen zu sein, wenn auch für Hodo in den Schriftquellen nie von einer Mark Hodos, etwa einer Mark Lausitz, die Rede ist. Darüber hinaus könnte ähnlich wie bei Gero die Verleihung des Markgrafentitels Ausdruck für eine besondere Nähe Hodos zum Herrscher gewesen sein, ohne dass Hodo jedoch wie Gero eine herausragende Position zwischen dem König und dem sächsischen Adel eingenommen hätte.
Er verbrachte viel Zeit in den Abwehrkämpfen und der Unterwerfung der Elbslawen an der Ostgrenze des Ostfrankenreichs. Hodo drang bei seinen Kriegszügen bis an die Warthe vor, um die Polanen in Abhängigkeit vom Reich zu halten. Er wurde dann aber am 24. Juni 972 von Cidibur, dem Bruder des Polanen-Fürsten Mieszko I., in der Schlacht bei Zehden in der Nähe der heutigen Stadt Cedynia geschlagen. Auf Befehl Kaiser Ottos II.  hatte Mieszko daraufhin 973 auf dem Reichstag zu Quedlinburg  zu erscheinen,  wo der Kaiser zwischen den verfeindeten Parteien Frieden stiftete. Mieszko hatte allerdings seinen Sohn Bolesław als Geisel zur Sicherung des Friedens zu stellen.
Hodo beteiligte sich 983 erfolglos an der Niederschlagung des Großen Slawenaufstands der Liutizen und Abodriten, die sich gegen die ab 928 erfolgte Eroberung ihrer Gebiete durch das Ostfrankenreich und speziell das Herzogtum Sachsen unter den Ottonen zur Wehr setzten.
Hodo beerbte im Jahr 979 Teile der Herrschaft des Markgrafen Thietmar I., bekam aber nicht dessen Marken Meißen und Merseburg. Er lag in beständigem Streit mit den Erzbischöfen von Magdeburg. Er konnte die Nachfolge seines Sohnes Siegfried in der Mark Lausitz nicht gegen die Ansprüche des Markgrafen Gero, eines Sohnes von Thietmar I., durchsetzen.
Hodo starb 993 und wurde im Kloster Nienburg an der Saale beerdigt.

## Familie und Nachkommen
Hodo war verheiratet mit Frederuno († 28. Oktober 1015), von der man annimmt, dass sie eine Tochter des Markgrafen Christian von Serimunt war. Sie hatten folgende namentlich bekannte Kinder:
- Siegfried († nach 1030)
- Hidda, Frau des Grafen Adalbert von Ballenstedt, Mutter von Esico von Ballenstedt
- Alfrinus, Mönch zu Corvey